# 晋西北1940年夏季战役
晋西北1940年夏季战役，中国称为晋西北1940年夏季反扫荡战役，是中国抗日战争中，中日双方发生的战役。
1940年6月8日，日“伪”军对晋西北抗日根据地进行“扫荡”，双方交战251次，日方撤退。八路军缴获步枪305支、机枪8挺。